# گروه شنتونگ مترو
گروه شنتونگ مترو (انگلیسی: Shentong Metro Group) شرکت ترابری چینی است، که در سال ۲۰۰۰ تأسیس شد.